# Jonas Caroli Könsberg
Jonas Caroli Könsberg, född 1659 i Gärdserums församling, Östergötlands län, död 21 maj 1721 i Östra Tollstads församling, Östergötlands län, var en svensk präst.

## Biografi
Jonas Caroli Könsberg föddes 1659 i Gärdserums församling. Han var son till bonden på Könserum i församlingen. Könsberg blev 1686 student vid Lunds universitet och prästvigdes 28 juni 1693. Han blev därefter komminister i Viby församling och från 25 april 1701 kyrkoherde i Östra Tollstads församling med tillträde 1701. Könsberg var respondent vid prästmötet 1703. Han avled 1721 i Östra Tollstads församling.

### Familj
Könsberg gifte sig första gången 5 juli 1693 med Maria Fallerius (1671–1715). Hon var dotter till kyrkoherden Jonas Johannis Fallerius och Helena Olin i Veta församling. De fick tillsammans barnen kyrkoherden Johan Könsberg (1694–1745) i Högby församling, Magnus Könsberg (1696–1696), Helena Könsberg (född 1697) som var gift med komministern J. Lucander i Skänninge församling, Jonas Könsberg (1700–1705), Anna Stina Könsberg (1703) som var gift med inspektoren Erik Wikström på Falkenå i Närke och komministern Carl Könsberg (född 1707) i Linderås församling.
Könsberg gifte sig andra gången 17 januari 1716 med Christiana Reuserus (1679–1723). Hon var dotter till kyrkoherden Zacharias Reuserus och Rebecca Daalhemius i Vreta klosters församling. Efter Könsbergs död gifte hon om sig med kyrkoherden L. Malm i Södra Vi församling.